# Les Escapades musicales
 (février 2025).
Les Escapades musicales est un festival itinérant de musique classique du Bassin d'Arcachon et du Val de l'Eyre fondé en 2010[source insuffisante] par le chef d’orchestre et violoncelliste Pejman. La programmation des Escapades Musicales est placée sous la direction artistique de son fondateur Pejman Memarzadeh.
Sa 10e édition en 2019 a accueilli 9500 spectateurs. En 2024, le festival a célébré son 15e anniversaire du 20 juin au 20 juillet.  

## Interprètes
Le festival a reçu des artistes de renom parmi lesquels Olivier Charlier, Gérard Caussé, Patricia Petibon, Brigitte Engerer, Nemanja Radulovic, Jean-Philippe Collard, Emmanuel Rossfelder, Bertrand Chamayou, Simon Ghraichy, Claire Désert,  Philippe Bernold, David Bismuth, Laure Favre-Kahn, Florent Héau, Thibaut Garcia, Amaury Coeytaux, Pierre Génisson, Philippe Entremont, David Guerrier, Frank Braley, Simon Bernardini, Christie Julien, Romain Leleu, Orchestre de chambre de Toulouse, Philippe Bianconi, Kenneth Weiss, Quatuor Ardéo, Alexis Cardenas, Quintette Ouranos, Le Concert impromptu, Thomas Leleu, Guillaume Vincent, Marie Perbost, Orchestre régional de Normandie, Dana Ciocarlie, Orchestre National Bordeaux Aquitaine, Quatuor Hermès, Paris Brass Band, Laurent Naouri, Laurent de Wilde, Adélaïde Ferrière...

## Lieux de concert
Chaque année en juin et juillet, les sites naturels et patrimoniaux du Bassin d’Arcachon et du Val de l’Eyre deviennent le temps d’un concert les scènes éphémères du festival, comme : 
- Cabanes tchanquées[4] [source insuffisante]
- Phare, Cap-Ferret
- Château de Ruat, Le Teich
- Vestiges gallo-romains, Andernos-les-Bains
- Eglise Saint-Éloi, Andernos-les-Bains
- Église Saint-Pierre-de-Mons, Belin-Béliet
- Port des Tuiles, Biganos
- Église Notre-Dame, Lanton
- Parc Mauresque, Arcachon
- Hippodrome, La Teste-de-Buch
- Parc Birabeille, Mios
- Scène Dauberval et Mademoiselle Théodore, Audenge
- Kiosque à musique, Audenge
- Église Saint-Paul, Audenge
- Église Saint-Maurice, Gujan-Mestras
- La Caravelle, Marcheprime
- Chapelle Forestière, Pyla-sur-Mer
- Église Notre-Dame-des-Flots, Lège-Cap-Ferret
- Château de Salles, Salles
- Église du Moulleau, Arcachon
- Église des Abatilles, Arcachon
- Villa Téthys, La Teste-de-Buch